# Fuzix OS
Fuzix OS (или Fuzix ) — бесплатная (лицензия LGPL) Unix-подобная операционная система для 8- и 16-битных процессоров, первоначально созданная Аланом Коксом в 2014 году для процессора Zilog Z803.
В основном подходит для процессоров 1970-х годов, таких как Zilog Z80 или MOS 6502, Intel 8080, или процессоров 1980–х—1990-х годов, таких как 68000 или MSP430, но также работает и на последних микроконтроллерах, таких как ESP8266 и Raspberry Pi Pico.

## История
После отхода от разработки ядра Linux 31 октября 2014 года Алан Кокс объявляет в своём аккаунте Google+ о создании проекта «Fuzix»:
«Надоел systemd? Является ли kdbus последней каплей? Сообщество Linux слишком велико и шумно? Вы тоскуете по старым добрым временам, когда вы знали каждого участника по имени, а исходный код помещался на одной дискете?»
Версия 0.3 выпущена в августе 2019 года, поддерживает платформу ZX Spectrum, процессоры 8080 и 8085 и в основном 68000.